# Ferenta
Ferenta es un género de lepidópteros perteneciente a la familia Noctuidae. 

## Especies
- Ferenta cacica Guenée, 1852
- Ferenta castula Dognin, 1912
- Ferenta incaya Hampson, 1926
- Ferenta stolliana Stoll in Cramer, 1782